# Gustav Granath
Gustav Frans Vallentin Granath (15 febbraio 1997) è un calciatore svedese, difensore dell'HamKam.

## Biografia
Due suoi fratelli sono anch'essi calciatori professionisti: Viktor, di ruolo attaccante, e Villiam, centrocampista.

## Carriera
È cresciuto calcisticamente nelle giovanili dell'IF Tymer. In seguito si è unito al Skövde AIK. Tra il 2015 e il 2018 ha giocato con la prima squadra insieme ai due fratelli, alternandosi tra Division 2 e Division 1.
Nel gennaio 2019 ha firmato un contratto biennale con il Degerfors. Ha debuttato in Superettan il 31 marzo 2019, nell'incontro vinto per 4-1 contro il Syrianska. Nel dicembre 2020, al termine di un'annata culminata con il ritorno del Degerfors nella massima serie dopo 23 anni di assenza, Granath ha prolungato il suo contratto con la squadra per altri tre anni. Nella sua prima stagione nel campionato di Allsvenskan ha totalizzato 18 presenze, di cui 12 da titolare. Quella stagione è terminata con il raggiungimento della salvezza, così come anche l'anno successivo quando il giocatore ha chiuso con 27 presenze. L'Allsvenskan 2023, che ha visto invece la squadra retrocedere in Superettan, è stata l'ultima trascorsa da Granath con la maglia del club.
Svincolato, il 13 febbraio 2024 si è unito a parametro zero ai danesi del Vejle in quel momento invischiati nella lotta salvezza nel campionato di Superligaen 2023-2024. Con questa maglia tuttavia non ha mai giocato alcuna partita ufficiale per via di problemi fisici. A giugno il club ha deciso di non esercitare l'opzione di rinnovo.
Il 6 luglio 2024 Granath è stato ingaggiato a parametro zero dal Västerås SK, squadra neopromossa che in quel momento si trovava all'ultimo posto dell'Allsvenskan 2024 e che il giorno prima aveva acquistato suo fratello Viktor. A fine anno i biancoverdi hanno mantenuto l'ultima posizione in classifica e sono retrocessi.

## Statistiche

### Presenze e reti nei club
Statistiche aggiornate al 22 maggio 2022.
| Stagione        | Squadra         | Campionato      | Campionato | Campionato | Coppe nazionali | Coppe nazionali | Coppe nazionali | Coppe continentali | Coppe continentali | Coppe continentali | Altre coppe | Altre coppe | Altre coppe | Totale | Totale |
| Stagione        | Squadra         | Comp            | Pres       | Reti       | Comp            | Pres            | Reti            | Comp               | Pres               | Reti               | Comp        | Pres        | Reti        | Pres   | Reti   |
| --------------- | --------------- | --------------- | ---------- | ---------- | --------------- | --------------- | --------------- | ------------------ | ------------------ | ------------------ | ----------- | ----------- | ----------- | ------ | ------ |
| 2015            | Skövde AIK      | D2              | 21         | 0          | CS              | 1               | 0               |                    | -                  | -                  |             | -           | -           | 22     | 0      |
| 2016            | Skövde AIK      | D2              | 16         | 1          |                 | -               | -               |                    | -                  | -                  |             | -           | -           | 16     | 1      |
| 2017            | Skövde AIK      | D1              | 26         | 1          | CS              | 2               | 0               |                    | -                  | -                  |             | -           | -           | 28     | 1      |
| 2018            | Skövde AIK      | D1              | 26         | 3          | CS              | 1               | 0               |                    | -                  | -                  |             | -           | -           | 27     | 3      |
| 2019            | Degerfors       | S1              | 30         | 1          | CS+CS           | 3+1             | 0+1             |                    | -                  | -                  |             | -           | -           | 34     | 2      |
| 2020            | Degerfors       | S1              | 29         | 3          | CS              | 1               | 0               |                    | -                  | -                  |             | -           | -           | 30     | 3      |
| 2021            | Degerfors       | A               | 18         | 0          | CS+CS           | 4+1             | 0               |                    | -                  | -                  |             | -           | -           | 23     | 0      |
| 2022            | Degerfors       | A               | 7          | 0          | CS              | 3               | 0               |                    | -                  | -                  |             | -           | -           | 10     | 0      |
| Totale carriera | Totale carriera | Totale carriera | 173        | 9          |                 | 17              | 1               |                    | -                  | -                  |             | -           | -           | 190    | 10     |